# 선장역
선장역(Seonjang station, 仙掌驛)은 대한민국 충청남도 아산시 선장면에 있던 철도역이다. 장항선이 지났다.  도고온천 북쪽 200m 지점에  도고온천 이용객을 위해 1985년 임시승강장으로 개설했다. 2007년 5월 31일을 마지막으로 여객열차가 더 이상 정차하지 않았으며, 2007년 12월 21일 장항선 이설공사 준공과 함께 2008년 1월 1일 폐역이 되었다. 버스승강장 형태의 역 구조물이 있었으나, 같은 해 6월경 철거되었다. 통일호 운행 당시에는 무궁화호가 승차권 차내 취급 형태로 정차하였으나 통일호는 정차하지 않았던 시기도 있었다.

## 역사
- 1985년 10월 10일 : 도고온천역이라는 이름으로 임시승강장으로 영업 개시[1]
- 1992년 8월 1일 : 무배치간이역으로 승격, 선장역으로 역명 변경[2]
- 2007년 6월 1일 : 여객취급 중지
- 2008년 1월 1일 : 폐역[3]

## 사진

역명판
대기소
선장역 일몰
선장역 일몰
열차에서 본 모습